# La Sombrera (Fasnia)
La Sombrera es una de las entidades de población que conforman el municipio de Fasnia, en la provincia de Santa Cruz de Tenerife ―Canarias, España―.

## Toponimia
Su nombre deriva del hecho descriptivo de ser un lugar con abundante sombra.

## Geografía
La Sombrera se halla a unos cinco kilómetros de la capital municipal, a una altitud media de 
550 m s. n. m. Posee una superficie de 2,485 km².
Cuenta con una pequeña ermita, un centro cultural, una cancha deportiva, una plaza pública y un parque infantil.
Una pequeña parte de su superficie se encuentra incluida en el parque natural de la Corona Forestal.

## Historia
La Sombrera es uno de los núcleos tradicionales de Fasnia, apareciendo junto a Archenche con veintiún vecinos ―unos 105 habitantes― hacia 1735.
A mediados del siglo xix aparece descrito de la siguiente manera:

SOMBRERA. Aldea situada en término jurisdiccional de Fásnia, partido judicial de Santa Cruz de Tenerife, isla
de Tenerife. Dista de la cabeza del distrito municipal 5 kilómetros 006 metros, y lo componen 40 edificios de un piso, y
39 chozas ú hogares, habitados 72 constantemente por 79 vecinos 319 almas, 4 temporalmente y 3 inhabitados.

## Demografía
| Año        | 2000 | 2005 | 2010 | 2015 | 2020 |
| ---------- | ---- | ---- | ---- | ---- | ---- |
| Habitantes | 145  | 126  | 122  | 135  | 166  |

## Fiestas
En el barrio se celebran fiestas en honor a san Silvestre y al santo hermano Pedro en el mes de diciembre. Además, se lleva a cabo una fiesta campestre en honor a san Andrés a finales de noviembre en la zona de Los Cazadores.

## Comunicaciones
Se accede al barrio por la carretera TF-532 que parte de la carretera general del Sur TF-28.

### Transporte público
La Sombrera cuenta con un servicio de transporte a la demanda, mediante microbuses, denominado Tuwawa —ofrecido por TITSA— que realiza funciones de transporte público dentro del municipio.
En guagua ―autobús― queda conectado mediante las siguientes líneas de TITSA:
| Línea | Trayecto                        | Recorrido     |
| ----- | ------------------------------- | ------------- |
| 032   | Güímar - Las Eras - La Sombrera | Horario/Línea |
| 033   | Güímar - Fasnia - La Sombrera   | Horario/Línea |

## Lugares de interés
- Área recreativa de Los Cazadores
- Casa rural La Verita